# Ијан Честертон
Ијан Честертон (енгл. Ian Chesterton) је измишљени лик у британској научнофантастичној телевизијској серији Доктор Ху и сапутник Првог Доктора. У серији га је играо Вилијам Расел и био је један од чланова прве главне глумачке поставе серије, појављујући се у већем делу прве две сезоне од 1963. до 1965. године. У филмској адаптацији једног од серијала, Доктор Ху и Далеци (1965), играо га је Рој Касл, али са сасвим другачијом личношћу и позадином. Ијан се појавио у 16 прича и 77 епизода. Расел се вратио лику Ијана у камео улози у епизоди „Моћ Доктора” из 2022. године.

## Појављивање

### Позадина
Ијан Честертон је наставник физике у школи „Coal Hill” и ради са Барбаром Рајт, наставницом историје. Једна од њихових ученица, Сузан Форман, Докторова унука, показује необично напредно познавање науке и историје. Покушавајући да реше мистерију овог „ванземаљског детета”, Ијан и Барбара прате Сузан кући до сметлишта, где чују њен глас како долази из нечега што изгледа као полицијска телефонска говорница. Када су даље истражили, открили су да спољашњост полицијске говорнице крије много већу унутрашњост времеплова познатог као ТАРДИС и одведени су у пустоловину у времену и простору са Доктором и Сузан.

### Лик
Ијан у серији представља лик усмерен на акцију, способан да обави физичке задатке које стари Доктор не може. Доктор га ретко зове по имену (Ијан) као остали, већ га углавном ословљава презименом, Честертон. Било је и неколико ситуација у којима га је глумац Вилијам Хартнел звао Честерфилд. Његова главна брига је безбедност посаде ТАРДИС-а, па се у раним епизодама често противи Докторовој навици да групу доводи у опасност само ради задовољења своје радозналости. Хемија између Барбаре и њега је такође приметна, иако природа њиховог односа никада није јасно објашњена у телевизијској серији. У четвртој сезони серије Авантуре Саре Џејн откривено је да су њих двоје у браку.
Ијан током свог времена са Доктором показује широк спектар вештина. Уме да запали ватру (серијал Ванземаљско дете), јаше коња, да се бори мачевима (Римљани) и познаје тачке притиска које могу да паралишу противника (Астеци). Такође је изузетно заштитнички настројен према Барбари, па сам одлази у мисију да је спасе од Сарацена у серијалу Крсташки рат. У тој причи, краљ Ричард Лављег Срца га проглашава витезом као „Сер Ијана од Јафе”. После бројних путовања, Ијан и Барбара коначно користе временску машину Далека да се врате кући, две године након свог нестанка (Потера).
Продукцијска екипа је намеравала да се лик Ијана врати у гостујућој улози у причи Модрин немртни 1983. године, али овај план је пропао када се испоставило да Расел није доступан. Сценарио је измењен тако да се уместо њега појави Алистер Летбриџ-Стјуарт као наставник у причи. Међутим, 1999. године Расел се ипак вратио улози за видео-издање Крсташког рата које је објавио BBC Worldwide, будући да су две од четири епизоде изгубљене из архива. Расел је дао нарацију између сачуваних епизода, у лику остарелог Ијана Честертона који се присећа догађаја из приче.
Након његовог одласка, Ијан је више пута помињан у серији: Вики га је споменула у првој епизоди серијала Мешач у време; Први Доктор у четвртој епизоди Масакра, као и Трећи Доктор на Спиридону у првој епизоди Планете Далека. Ијан је такође поменут у првој епизоди хуманитарног специјала Димензије у времену из 1993. године и поново у Смрти Доктора, двоепизодној причи четврте сезоне серије Авантуре Саре Џејн. Након што упозна Џо Грант и Једанаестог Доктора, Сара Џејн Смит открива да је истраживала животе неких Докторових сапутника са Земље и да је сазнала како су се Ијан и Барбара венчали, постали професори, живе у Кембриџу и да се прича да нису остарели од 1960-их. У специјалу поводом 50. годишњице серије, „Дан Доктора”, на табли школе „Coal Hill” пише да је председник школског одбора „И. Честертон”. У спиноф серији Разред, откривено је у епизоди „Храбрикаво срце” да је школски одбор уклоњен када је школа преуређена у академију.
Расел је поновио своју улогу Ијана у специјалу из 2022, „Моћ Доктора”, заједно са неколико других бивших сапутника који су се окупили као група за подршку да разговарају о својим искуствима са Доктором. Ијан је био изненађење што је Доктор постао жена. Овим наступом, Расел је ушао у Гинисову књигу рекорда за најдужи размак између телевизијских појављивања једног глумца у истој улози.

### Други медији
Новелизација серијала Далеци Дејвида Витакера написана је у првом лицу из перспективе Ијана Честертона и мења његов почетни сусрет са Доктором, Сузан и Барбаром у саобраћајну несрећу у којој су учествовале две даме. ТАРДИС тада стиже на Скаро, а не на праисторијску Земљу, при чему се прича наставља као и ТВ серија од тада. У овој верзији, Ијан је хемичар који се враћа са неуспешног разговора за посао, али његов лик је иначе непромењен.
Од 1994. године, лик се такође појављује у разним романима издавачких кућа Virgin Publishing и BBC Books, смештеним између телевизијских авантура током ере серије у којој се Ијан појављивао. Један од романа BBC Books-а, Лице непријатеља Дејвида А. Макинтија (1998), наставља причу о Ијану и Барбари, сада у браку, почетком 1970-их, где њих двоје сарађују са Докторовим колегама из UNIT-а и његовим непријатељом Господаром, кога Ијан унајмљује као привремену замену за Трећег Доктора, док је овај на путу ван Земље. У овој књизи, они имају малог сина по имену Џон. Многи од романа помињу поп звезду из 1980-их по имену Џони Честер или Џони Чес, који је намењен да буде исти лик. Чес је идол Ејс, сапутнице Седмог Доктора, и наводно је био у романтичној вези са Теган, сапутницом Петог Доктора.
У 456. броју Часописа Доктор Ху, Једанаести Доктор истражује чудан психички метал и проналази Ијана и Барбару унутра, који верују да држе неколико часова за широк спектар ученика. У следећим издањима, њих двоје помажу Доктору да истражи заверу која се протеже кроз године у којима су познавали „свог” Доктора и даље. На крају приче, Ијан и Барбара су у браку, а Доктор им је кум.
Расел је поновио своју улогу Ијана Честертона у разним аудио-драмама издавачке куће Big Finish, у којима Ијан приповеда о пустоловинама током свог времена са Доктором, као и у комплетним аудио-драмама у којима Расел игра Ијана, а други глумци играју Доктора. Ове аудио-драме укључују Пет сапутника, где је Ијан отет заједно са другим каснијим сапутницима да би се придружио Петом Доктору у другом делу области смрти током догађаја из серијала Пет Доктора и Временски музеј, где је старијег Ијана заробио ентитет који покушава да исуши његова сећања и искористи га као мамац да намами Доктора у замку, али Ијан надмудрује свог отмичара и бежи. Године 2020, Расел је поновио улогу још једном, поново се ујединивши са Керол Ен Форд за специјално издање — Сузанин рат. Када је Сузан регрутована за Временски рат и добила дипломатски задатак да састави савез са Сензоритима, она тражи Ијанову помоћ као амбасадора, с обзиром на њихову претходну историју са овом врстом.
Џејми Главер, који је тумачио Вилијама Расела у документарном филму Авантура у простору и времену из 2013, преузео је улогу Ијана Честертона у неколико продукција издавачке куће Big Finish, заједно са остатком глумачке поставе која игра оригиналне улоге глумаца. Главер се појавио као Ијан у пет серијала аудио-драме Доктор Ху: Авантуре Првог Доктора, заједно са Дејвидом Бредлијем у улози Доктора, Клаудијом Грант као Сузан и Џемом Пауел као Барбаром, као и у епизоди аудио-серије Дневници Ривер Сонг.

## Филмска верзија
У филмској адаптацији Доктор Ху и Далеци, Ијан Честертон је дечко Барбаре, унуке Доктора Хуа.

### Личност
Ијан, који је углавном играо улогу комичног олакшања, веома се разликује од сналажљиве и херојске верзије из телевизијске серије — приказан је као трапав и помало будаласт. Обе верзије деле велику непријатност према путовањима — у тренутку када стигну на Скаро, Ијан жели да се врати кући. Сузан има лоше мишљење о њему.

### Други медији

#### Стрип
Лик се такође појављује у стрип адаптацији филма издавачке куће Dell и у краткој причи Кућа на Олдарк Муру аутора Џастина Ричардса. У стрипу Доктору Ху и Кућа на Олдарк Муру он упознаје римску легију из 64. године нове ере, завршава као гладијатор, путује до Олдарк Мура и упознаје грофа Таркина.